# برودريك هندرسون
برودريك هندرسون (بالإنجليزية: Broderick Henderson)‏ هو سياسي أمريكي، ولد في 21 فبراير 1957. حزبياً، نشط في الحزب الديمقراطي. وقد انتخب عضو مجلس نواب كنساس.